# Ian Hacking
Ian MacDougall Hacking (18. února 1936 Vancouver – 10. května 2023 Toronto) byl kanadský filozof specializující se na filozofii vědy. Během své kariéry získal řadu ocenění, například Killamovu cenu za humanitní vědy a Balzanovu cenu. Byl držitelem několika prestižních ocenění, včetně Řádu Kanady a členem několika institucí jako je Kanadská královská společnost a Britská akademie.

## Životopis
Narodil se 18. února 1936 ve Vancouveru. Na Univerzitě Britské Kolumbie získal bakalářský titul a později na Trinity College získal doktorát. Na univerzitě ho učil Casimir Lewy, bývalý student George Edwarda Moorea.
Svou pedagogickou kariéru zahájil v roce 1960 jako instruktor na Princetonské univerzitě, ale již po roce přešel na Virginskou univerzitu, kde začal pracovat jako odborný asistent. V letech 1962 až 1964 působil jako výzkumný pracovník v Peterhouse v Cambridge. Později se zde stal docentem. V roce 1974 přešel na Stanfordovu univerzitu. Mezi lety 1982 až 1983 pracoval ve výzkumném týmu v německém Bielefeldu.
V roce 1983 byl povýšen na profesora filozofie na Torontské univerzitě a v roce 1991 na profesora, což je nejvyšší ocenění, které univerzita uděluje svým vyučujícím. V letech 2000 až 2006 vedl katedru filozofie a dějin vědeckých koncepcí na Collège de France. Stal se prvním anglofonem, který byl zvolen stálým členem katedry.
Po odchodu z Collège de France pracoval jako profesor filozofie na Kalifornské univerzitě v Santa Cruz. Svou pedagogickou kariéru uzavřel v roce 2011 jako hostující profesor na Univerzitě v Kapském Městě.
Byl třikrát ženatý. Jeho první dvě manželství, s Laurou Anne Leachovou a filozofkou Nancy Cartwrightovou, skončila rozvodem. Jeho třetí manželství, s Judith Bakerovou, rovněž filozofkou, trvalo až do její smrti v roce 2014. Měl dvě dcery, syna a nevlastního syna.
Zemřel 10. května 2023 na selhání srdce v domově důchodců v Torontu. Bylo mu 87 let.